# Papillaria diversicoma
Papillaria diversicoma là một loài Rêu trong họ Meteoriaceae. Loài này được (Hampe) Kindb. mô tả khoa học đầu tiên năm 1891.